# Santuário de Nossa Senhora do Pilar

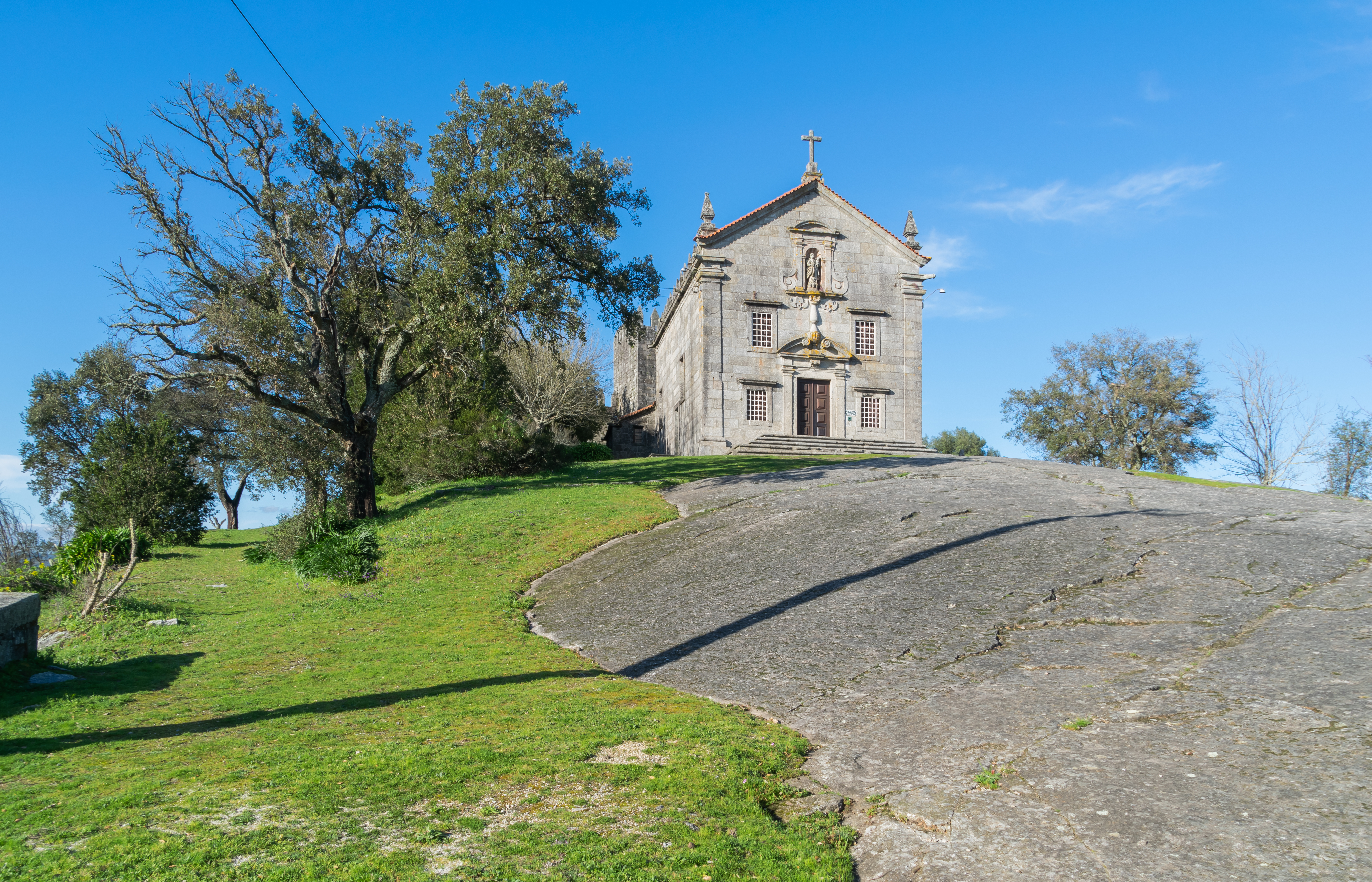

O Santuário de Nossa Senhora do Pilar é um santuário de devoção mariana situado no monte do Pilar, muito perto do Castelo de Lanhoso, na Póvoa de Lanhoso.
Foi mandado construir e edificar, por um comerciante abastado, nos meados do século XVI, com a pedra da desmonte das pedras muralhas do antigo castelo.
Possui uma Via Sacra formada por cinco capelas, com esculturas relacionadas com a crucificação de Jesus Cristo.
Actualmente há três capelas delas que se conservam e são uma clara imitação das que existem no Santuário do Bom Jesus de Braga.